# Lista de músicas de El Chavo del Ocho
Este artigo traz uma lista das músicas de fundo que tocam no seriado Chaves, divididas por compositores/intérpretes.
A grande maioria das músicas que tocam na versão brasileira são diferentes das originais. Elas provavelmente foram extraídas de discos de trilhas brancas, que são faixas livres de direitos autorais.
Fãs brasileiros do seriado vêm buscando e coletando informações sobre essas músicas de fundo há anos e compartilham através de blogs, redes sociais e fóruns.
- Lista de compositores em ordem alfabética.

| Compositor                                           | Nome                                      | Informações |
| ---------------------------------------------------- | ----------------------------------------- | --- |
| Alan Hawkshaw                                        | Big Dipper                                | Tocada no episódio "Tempestade em balde d'água"                                                                                         |
| Alan Hawkshaw                                        | Farewell My Lovely                        | Um dos temas tristes |
| Alan Hawkshaw                                        | Maniac Chase                              | Toca no episódio "Um rato na contramão"                                                                                                 |
| Alan Hawkshaw                                        | Solar Energy                              | Tocada no episódio "Aventuras em Vênus" de Chapolim                                                                                     |
| Alan Hawkshaw                                        | Tubby                                     | Tocada em vários episódios do Chaves nos primeiros lotes de dublagem                                                                    |
| Alan Hawkshaw                                        | Braces and Boots                          | Tocada em vários episódios do Chaves nos primeiros lotes de dublagem                                                                    |
| Alan Hawkshaw                                        | Electro Rag                               | Tocada no episódio "Um rato na contramão"                                                                                               |
| Alan Hawkshaw                                        | Laugh a Minute                            | Tema de abertura de Chapolim em alguns episódios, também toca em alguns episódios de Chaves nos primeiros lotes de dublagem             |
| Andrew Jackman                                       | Boosy Blues                               | Tocada no episódio "Uma múmia incomoda muita gente, duas muito mais"                                                                    |
| Attilio Mineo                                        | Around the World                          | Tocada no episódio "O Planeta Selvagem"                                                                                                 |
| Billy Cobham                                         | Come on, Join Me                          | Tocada no episódio "Vovô Matusquela" |
| Billy Cobham                                         | Mosaik                                    | Tocada no episódio "Vovô Matusquela" e "Festa a Fantasia"                                                                               |
| Billy Cobham                                         | Stratus                                   | Tocada no episódio "Vovô Matusquela" |
| Billy Cobham                                         | The Dancers                               | Tocada no episódio "Vovô Matusquela" |
| Brian Laurence Bennett                               | Flying Fists                              | Tema de abertura de Chapolin em alguns episódios dos lotes de dublagem de 1984 e 1988 e, em todos de 1990 e 1992                        |
| Brian Laurence Bennett                               | Holy Mackerel                             | Tocada no episódio "O vendedor de churros". Toca também no Chapolin em algumas ocasiões                                                 |
| Brian Laurence Bennett                               | Pussyfoot 1                               | Tocada na primeira versão do episódio "O Patrão é Quem Manda"                                                                           |
| Brian Laurence Bennett                               | Pussyfoot 2                               | Tocada nos episódios "Isto Merece um Prêmio" e "Seu madruga Leiteiro"                                                                   |
| Carl Stalling                                        | Minnie's Yoo Hoo                          | Reaproveitada do áudio original. Tocada em vários episódios                                                                             |
| Dan Kristen                                          | Round the Maypole                         | Tocada no episódio "As Apostas" de 1973                                                                                                 |
| David Francis                                        | Time and Motion Study                     | Tocada no episódio "Ser Professor é Padecer no Inferno" (1975)                                                                          |
| David Lindup                                         | Black Stockings                           | Tocada no episódio "O sonho que deu bolo"                                                                                               |
| David Lindup                                         | Begginers Please                          | Tocadas em alguns episódios do primeiro lote                                                                                            |
| David Richmond                                       | Jack in a Box                             | Tocada em alguns episódios, como "O vendedor de refrescos"                                                                              |
| David Richmond                                       | Slapping It On                            | Tocada em alguns episódios, como "O anel da bruxa", de Chapolin e "A máquina fotográfica", de Chaves                                    |
| Duncan Lamont                                        | Wah Wah Blues                             | Tocada em alguns episódios, como "A herança", de Chapolin e "O vendedor de refrescos", de Chaves                                        |
| Duncan Lamont                                        | It's a Crazy World                        | Tocada no episódio "Um porquinho de cada vez"                                                                                           |
| Duncan Lamont                                        | Comedy Situation                          | Tocada no episódio "O Leiteiro" |
| Duncan Lamont                                        | Peppy                                     | Tocada no episódio "A troca de cérebros"                                                                                                |
| Francis Monkman                                      | Lingerie                                  | Tocada no episódio "Na Barbearia é Fácil Ficar Parado"                                                                                  |
| George Chase                                         | On the Go                                 | Reaproveitada do áudio original. Tocada no episódio "O Restaurante de Dona Florinda"                                                    |
| Helmut Zacarias                                      | Crazy violins                             | Tocada em vários episódios |
| Helmut Zacarias                                      | Dixie For Violin                          | Tocada no episódio "A Limpeza do Pátio"                                                                                                 |
| Helmut Zacarias                                      | The boy on the carousel                   | Tocada em vários episódios |
| Helmut Zacarias                                      | Love theme                                | Tocada no episódio "Dando sorte com muito azar"                                                                                         |
| Helmut Zacarias                                      | Melodie perdue                            | Tocada no episódio "O vendedor de churros"                                                                                              |
| Helmut Zacarias                                      | The tipsy piano                           | Tocada no episódio "A mudinha de chirimoia"                                                                                             |
| Helmut Zacarias                                      | Sarah                                     | Tocada em vários episódios |
| Helmut Zacarias                                      | Honky-tonk tango                          | Tocada em vários episódios |
| Helmut Zacarias                                      | Gipsy strings                             | Tocada no episódio "Com essas pulgas não se brinca de pula-pula" de Chapolim                                                            |
| Helmut Zacarias                                      | Fiddler of hawaii                         | Tocada no episódio "Nem todos os bons negócios são negócios da China"                                                                   |
| Helmut Zacarias                                      | Danza triste, mambo                       | Tocada em poucos episódios, como "A bruxa está solta!" e "A prova de aritmética"                                                        |
| Helmut Zacarias                                      | Tivoli melodie (Calcuta)                  | Tocada nos episódios "Dando sorte com muito azar" e "O mistério dos pratos desaparecidos"                                               |
| Henrik Nielsen                                       | Oboe                                      | Tocada no episódio "Injeção, Não!" (1973)                                                                                               |
| Henry Mancini                                        | Summer in Gstaad                          | Tocada nos episódios "O Ladrão do Museu de Cera" e "Pedintes e Família"                                                                 |
| James Clarke                                         | Pogo Stick                                | Tocada no episódio de Acapulco de Chapolin, também foi o tema de abertura da Sessão Desenho do SBT.                                     |
| James Clarke                                         | Boots and Laces                           | Tocada no episódio "O vendedor de churros"                                                                                              |
| Jean Jacques Perrey                                  | The Elephant Never Forgets                | Tema de abertura do Chaves no México, sendo uma versão modificada de As Ruínas de Atenas de Ludwig van Beethoven                        |
| Jean Jacques Perrey                                  | Swan's Splashdown                         | Junto com Gershon Kingsley |
| Jean Jacques Perrey                                  | Fallout                                   | Junto com Gershon Kingsley e apenas no espanhol                                                                                         |
| Jimmy Page                                           | Carole's Theme                            | Tocada nos episódios "A casa da Bruxa" e "O fantasma da vila"                                                                           |
| John Cameron                                         | Boogie Moogie                             | Tocada em vários episódios |
| John Cameron                                         | Synth Boogie                              | Tocada no episódio "Um rato na contramão"                                                                                               |
| John Charles Fiddy                                   | Skipping                                  | Tema de abertura e encerramento de Chaves nos lotes de 1984 e 1988 da dublagem MAGA                                                     |
| John Charles Fiddy                                   | In A Hurry                                | Tocada em vários episódios |
| John Charles Fiddy                                   | Busybodies                                | Tema de encerramento de Chapolin do lote de 1990 da dublagem MAGA. Tocada também em Chaves em várias ocasiões                           |
| John Charles Fiddy                                   | On The Go                                 | Tocada em vários episódios |
| John Charles Fiddy                                   | Cornball                                  | Tocada em vários episódios |
| John Charles Fiddy                                   | Mum                                       | Um dos temas tristes, tocada em vários episódios                                                                                        |
| John Charles Fiddy                                   | By The River                              | Um dos temas tristes, tocada em vários episódios                                                                                        |
| John Charles Fiddy                                   | Playing With Toys                         | Tocada em vários episódios |
| John Charles Fiddy                                   | Walking the Dog                           | Tocada em vários episódios |
| John Charles Fiddy                                   | Time For Bed                              | Tocada em vários episódios |
| John Charles Fiddy                                   | Boys                                      | Tocada em vários episódios como "O Ladrão do Museu de Cera" e "Os Farofeiros"                                                           |
| John Charles Fiddy                                   | Kids Link                                 | Tocada em vários episódios como "Aristocratas Vemos, Gaturnos Não Sabemos"                                                              |
| John Charles Fiddy                                   | Mechanical Toys                           | Tocada em vários episódios |
| John Charles Fiddy                                   | Running Away                              | Tocada em vários episódios como "Não Enrugue Couro Velho Que Te Quero Para Tambor", de Chapolin e "Confusão no cabeleireiro", de Chaves |
| John Charles Fiddy                                   | Baddy                                     | Música de suspense de Chapolim como no episódio "A Dona da Ilha dos Homens"                                                             |
| John Charles Fiddy                                   | Dreamworld                                | Tocada nos episódios "Bola de Cristal" e "O Louco da Cabana"                                                                            |
| John Charles Fiddy                                   | Fireside                                  | Tocada em alguns episódios |
| John Charles Fiddy                                   | Frightened                                | Tocada em vários episódios como "Não Enrugue Couro Velho Que Te Quero Para Tambor"                                                      |
| John Charles Fiddy                                   | Story Time                                | Tocada em vários episódios como "A morte do Seu Madruga"                                                                                |
| Johnny Pearson                                       | Prelude at Sea                            | Tocada no episódio "Não se Enrugue Couro Velho Que Te Quero Para Tambor"                                                                |
| Johnny Pearson                                       | Under Full Sail                           | Tocada no episódio "Quem com Catapora Fere, Com Catapora Será Ferido"                                                                   |
| Keith Mansfield                                      | Hot Dog                                   | Tocada no episódio "A máquina fotográfica"                                                                                              |
| Keith Mansfield                                      | Olympic Horses                            | Toca no episódio "O pintor" de Chapolim                                                                                                 |
| Kitaro                                               | Sacred-Mountain Sunrise                   | Tocada no episódio "O Ladrão da Vila"                                                                                                   |
| Leslie Pearson                                       | One Over the Eight                        | Toca no episódio "Um porquinho de cada vez"                                                                                             |
| Mário Lúcio de Freitas                               | Instrumentais das musicas do LP do Chaves | |
| Mário Lúcio de Freitas                               | Tema de 1984 do Chapolin no piano         | |
| Maynard Ferguson                                     | Gonna Fly Now                             | Tocada no episódio que o Seu Madruga ensina o Chaves a lutar boxe, também é o tema do filme Rocky                                       |
| Max Steiner                                          | Tara's Theme                              | Tema romântico da Dona Florinda com o Professor Girafales. A versão do seriado foi interpretada por Enoch Light & The Light Brigade.    |
| Michael Reynolds                                     | Much Ado                                  | Tocada no episódio "Nasce Uma Bisavó"                                                                                                   |
| Michael Reynolds                                     | Opening Title                             | Outro tema romântico da Dona Florinda com o Professor Girafales                                                                         |
| Michael Reynolds                                     | Marcha Fúnebre de Chopin                  | Versão de Sonata para piano Nº 2 em si bemol menor, Op. 35 de Frédéric Chopin                                                           |
| Norman John Warren                                   | Stiff Uper Lip                            | Música da chegada do Chapolin |
| Pete Kelly                                           | Another Fine Mess                         | Tocada em episódios como "A troca de chapéus", "Um porquinho de cada vez" e "Quem Canta Seus Males Espanca"                             |
| Pete Ross Winslow                                    | Tea Dance                                 | Tocada no episódio "O vendedor de churros"                                                                                              |
| Pete Ross Winslow                                    | Banjo Billy                               | Tocada em alguns episodios, também é o tema do programa Topa Tudo Por Dinheiro                                                          |
| Pete Ross Winslow                                    | All Together Now                          | Tocada nos episódios "A mudinha de chirimóia" e "Os Gatinhos deChaves"                                                                  |
| Pete Ross Winslow                                    | Hopalong                                  | Tocada no episódio "Hospedaria Sem Estrelas"                                                                                            |
| Pete Ross Winslow                                    | Goodbye Rodney                            | Tocada em alguns episódios |
| Pete Ross Winslow                                    | Who Shot the Trompet Player               | Tocada no episódio "O defunto será maior?" e "O Marujo Enjoado"                                                                         |
| Pete Ross Winslow                                    | Trombone Link                             | Efeito sonoro tocado em alguns episódios                                                                                                |
| Pete Ross Winslow                                    | Ups and Downs                             | Efeito sonoro tocado em alguns episódios                                                                                                |
| Randy Newman                                         | Atlantic City                             | Tocada em vários episódios como "Uma coisa é ser Sansão, e outra é usar a peruca"                                                       |
| Randy Newman                                         | Cleff Club #1                             | Tocada no episódio "A Fonte dos Desejos"                                                                                                |
| Rick Melch (pseudônimo de Mário Lúcio de Freitas)    | Tocada no episódio do restaurante         | |
| Robert Thames (pseudônimo de Mário Lúcio de Freitas) | Tenderness                                | Tocada nos episódios "O Dia de São Valentim" e o "Desjejum do Chaves"                                                                   |
| S. Harnic e J. Bock                                  | Fiddler on the Roof                       | Tocada no episódio "É Duro Ser Eletricista"                                                                                             |
| Steve Gray                                           | Tocada em alguns episódios                | |
| The Hammer City Orchestra                            | The Vampire Lovers                        | Tocada no episódio "Perdão, é Aqui que Vive o Morto?"                                                                                   |
| Tony Hiller                                          | Copper on the Beat                        | Tocada em vários episódios como "Quem dorme com criança, acorda molhado" e "Pintores Amadores"                                          |
| Tony Hiller                                          | Sugar                                     | Tocada em episódios como "Selva", de Chapolin e "O cavaleiro das mil encrencas", de Chaves                                              |
| Tony Hymas                                           | Puff Along                                | Tocada em vários episódios como "A Caricatura"                                                                                          |
| Tony Hymas                                           | Coloured Candles                          | Tocada em vários episódios como "Um Astro Cai na Vila", de Chaves e "O Menino Que Jogou Fora os Brinquedos", de Chapolin                |
| Tony Hymas                                           | Happy Whistler                            | Tocada em vários episódios como "A Galinha da Vizinha é Mais Gorda Que a Minha"                                                         |
| Tony Hymas                                           | Louis The Moog                            | Tocada no episódio "Pintando o Sete" |
| Tony Hymas                                           | Dreamland                                 | Tocada nos episódios "Isto Merece um Prêmio" e "A Branca de Neve"                                                                       |
| Tony Hymas                                           | Soft Ilusion                              | Tocada no episódio "A Branca de Neve"                                                                                                   |
| Toshiko Yonekawa                                     | Pass, Oh Pass (Toryanse)                  | Tocada nos episódios "Caratê Cara a Cara" e "A casa de chá do luar de 8 de agosto de 1984"                                              |
| Toshiko Yonekawa                                     | High Street In Chungking                  | Tocada no episódio “Caratê Cara a Cara”                                                                                                 |
| Toshiko Yonekawa                                     | O-Edo Bridge (Oedo Nihonbashi)            | Tocada no episódio "A Casa de Chá do Luar de 8 de agosto de 1984"                                                                       |
| Werner Muller                                        | Bistro                                    | Tocada nos episódios "Bombinhas São Perigosas, Ainda Mais em Mãos Erradas" e na primeira dublagem de "Um banho para o Chaves"           |
| Werner Muller                                        | Honky-Tonk Tango                          | Tocada em vários episódios como "A prova de aritmética" e "Eu sou a mosca que caiu na sua sopa!"                                        |
| Werner Muller                                        | Simonetta                                 | Tocada no episódio "Vamos Brincar de Carrinhos?"                                                                                        |